# European Economic Area Family Permit

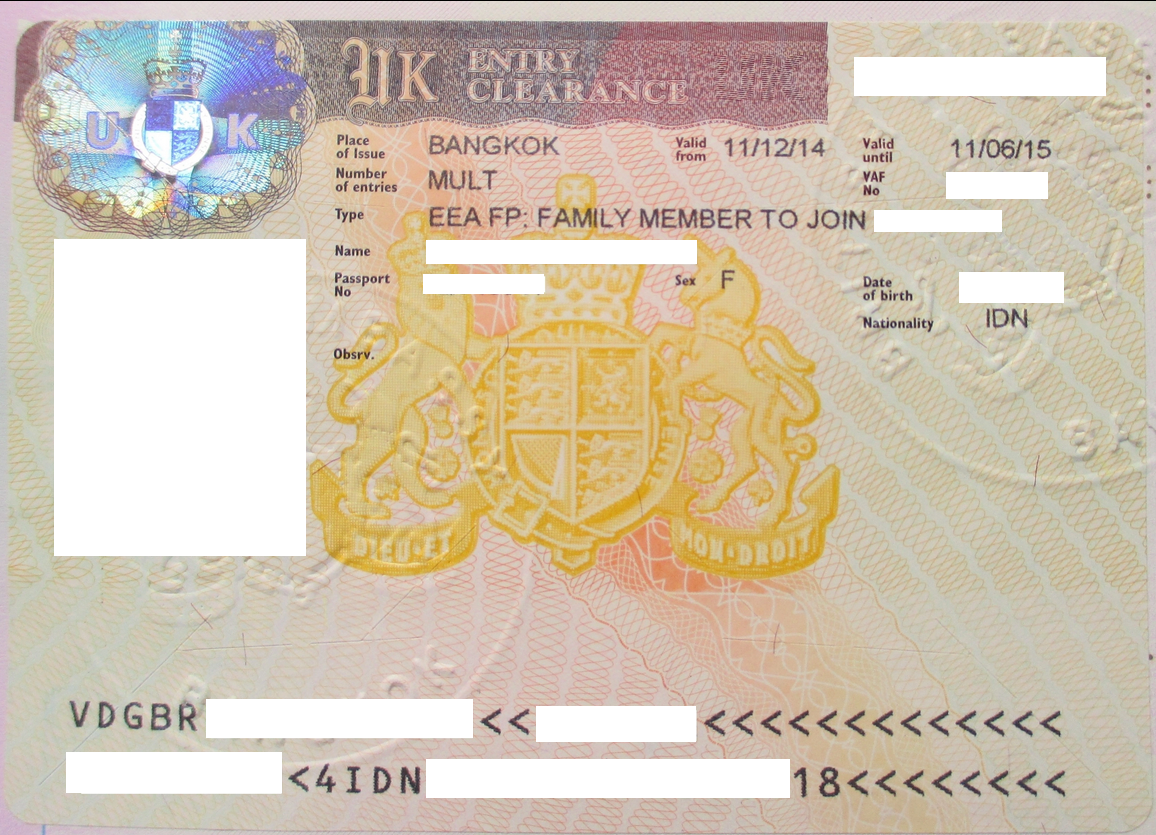
EEA Family Permit als Stickervariante

Die European Economic Area Family Permit, abgekürzt: EEA Family Permit (deutsch: Einreiseerlaubnis für Familienangehörige von Staatsangehörigen der Staaten des Europäischen Wirtschaftsraums) war die vom Vereinigten Königreich vergebene Einreiseerlaubnis für Angehörige von Bürgerinnen und Bürgern des Europäischen Wirtschaftsraumes und der Schweiz, die selbst Staatsangehörige eines Drittstaats sind. Sie stellte die nationale Umsetzung der Freizügigkeitsrichtlinie der Europäischen Union dar.

## Rechtsgrundlage
Gesetzliche Grundlage war der Immigration (European Economic Area) Regulations 2006, die nationale Umsetzung der Richtlinie 2004/38/EG.

## Verfahren
Die EEA Family Permit musste von Drittstaatenangehörigen von Bürgern der EWG und der Schweiz beantragt werden, die beabsichtigten, visafrei mit ihrer bzw. ihrem Angehörigen in das Vereinigte Königreich für kurzzeitige Aufenthalte einzureisen. Der Antrag war wie bei einem Visum bei der zuständigen Auslandsvertretung zu stellen. War ein längerer Aufenthalt geplant, so hatten auch Staatsangehörige visumfreier Staaten als Drittstaatenangehörige offiziell ein EEA Family Permit vor der Einreise zu beantragen. Die EEA Family Permit war sechs Monate lang gültig.

## Residence Card und Permanent Residence
Angehörige von Bürgern der EU mussten im Vereinigten Königreich keine Aufenthaltserlaubnis oder Residency Permit beantragen. Es konnte eine Residency Card beantragt werden. Diese galt für fünf Jahre, war jedoch rein deklatorisch, da sich der Aufenthaltsstatus aus dem Status als Angehöriger eines EU-Bürgers selbst ergab. War keine Residency Card vorhanden, musste jedoch bei Ein- und Ausreise ein gültiger EEA Family Permit vorhanden sein, um den Status als Drittstaatenangehöriger nachweisen zu können. EWG-Staatsangehörige selbst konnten ein Registration Certificate erhalten, das ihren Aufenthaltsstatus nachwies. Nach fünf Jahren rechtmäßigen Aufenthalts im Vereinigten Königreich konnte eine Permanent Residence Card beantragt werden, die unbefristet war und einen unabhängigen Aufenthaltsstatus von EU-Angehörigen ermöglichte.

## Kritik
Es gab mehrere Beschwerden zur Anwendung der EEA Family Permit. Kritikpunkte waren u. a. die Nichtgültigkeit von Aufenthaltskarten anderer EU-Staaten als Einreisedokument in das Vereinigte Königreich sowie die Pflicht zur Ausfüllung den 15-seitigen Antragsbogens. Hier wurden Fragen über die private Lebensführung gestellt, die damit über eine einfache und schnelle Visumvergabe, wie in der EU-Richtlinie gefordert, hinausgingen. 
Nach Meinung der Europäischen Kommission verstieß die Anwendung der EEA Family Permit in diesen Punkten gegen die zugrundeliegende EU-Richtlinie.

## Auslaufen der Regelung nach dem Brexit
Wegen des Austritts des Vereinigten Königreichs aus der EU endete die Regelung zum 30. Juni 2021. Vorhandene EEA Family Permits verlieren ihre Gültigkeit, neue werden nicht mehr erteilt.
Drittstaatenangehörige sind vielmehr unabhängig von ihrem Familienstatus in aller Regel verpflichtet, vor Einreise in das Vereinigte Königreich ein Visum zu beantragen.